# Henri Debidour
Henri Debidour (* 28. November 1907 in Sarlat-la-Canéda; † 17. Juni 1990 in Nîmes) war ein französischer Politiker, Mitglied der ersten und zweiten Verfassungsgebenden Nationalversammlung der Vierten Französischen Republik für Saint-Pierre und Miquelon.

## Jugend und Zweiter Weltkrieg
Debidour studierte Medizin in Paris und Harvard. Beim Beginn des Zweiten Weltkriegs wurde er als Médecin-lieutenant (Unterstabsarzt) einberufen. Als Frankreich nach der deutschen Invasion Norwegens im April 1940 ein Expeditions-Korps nach Nord-Norwegen entsandte, um gemeinsam mit norwegischen und polnischen Truppen Narvik zurückzuerobern, meldete er sich freiwillig zu den diesem Korps zugeteilten Chasseurs alpins. 1942 wurde er für seinen dortigen Einsatz mit dem höchsten Orden Norwegens, dem Kriegskreuz mit Schwert ausgezeichnet. 
Nach der Niederlage Frankreichs im Westfeldzug entkam er im Juni 1940 nach England und trat im September unter dem Pseudonym “Monrad” in die Freien Französischen Seestreitkräfte (Forces navales françaises libres, FNFL) ein. Er diente in der Folge als Stabsarzt und Chef des Medizinischen Dienstes der FNFL in Schottland (1940 und 1941), in Saint-Pierre und Miquelon (Juli 1942 bis August 1944) und schließlich als Marinechefarzt in Algier (ab August 1944).

## Politische Laufbahn

### Verfassungsgebende Nationalversammlung
1944 wurde Debidour Mitglied der provisorischen Beratenden Nationalversammlung in Paris, wo er in den Ausschüssen für die französischen Überseegebiete, für Inneres und für Gesundheit, Arbeit und Soziales mitwirkte. Bei den Wahlen zur ersten Verfassungsgebenden Nationalversammlung (21. Oktober 1945 – 10. Juni 1946) wurde er am 4. November 1945 im zweiten Wahlgang als Vertreter der Inseln Saint-Pierre und Miquelon gewählt. Er schloss sich der Fraktion “Résistance démocratique et socialiste” an, aus der später die U.D.S.R. hervorging. Dort war er Vorsitzender des Ausschusses für Familie, Bevölkerung und Gesundheit sowie Mitglied des Ausschusses für Kommunikationsmedien, Post, Telegraf und Telefon. Am 19. April 1946 stimmte Debidour, wie die Mehrheit seiner Fraktion, gegen den Verfassungsentwurf, der dann am 5. Mai bei einem Plebiszit abgelehnt wurde. Bei der Wahl zur daher notwendig gewordenen zweiten Verfassungsgebenden Nationalversammlung (2. Juni 1946 – 27. November 1946) wurde er mit knapper Mehrheit wiedergewählt. Er wurde wieder Vorsitzender des Ausschusses für Familie, Bevölkerung und Gesundheit sowie Mitglied des Ausschusses für auswärtige Angelegenheiten. Entgegen der Empfehlung seiner Fraktion, Démocratique et socialiste de la Résistance, stimmte er am 29. September 1946 auch gegen den neuen Verfassungsentwurf.

### Gesetzgebende Nationalversammlung
Bei der Wahl zur ersten Gesetzgebenden Nationalversammlung der Vierten Republik wurde Debidour durch seinen einzigen Gegner, Dominique Antoine Laurelli vom M.R.P., knapp geschlagen. Debidour beschuldigte Laurelli, Wählern Geld für ihre Stimmen angeboten zu haben. Am 23. Mai 1947 erklärte Henry Noguères bei der Veröffentlichung des offiziellen Wahlberichts, dass es keinen Wahlbetrug gegeben habe, dass aber der Kandidat des M.R.P. eine Straftat begangen habe, die wahrscheinlich das Wahlergebnis beeinflusst habe. Tatsächlich hatte Laurelli im Radio am 7. November 1946 behauptet, dass die Administration – deren offizieller Kandidat Debidour war – 15.000 Dollar, die für die Versorgung der Inseln mit Lebensmitteln vorgesehen waren, zweckentfremdet habe, um damit ein Kühlhaus zu reparieren, und dass dies die Versorgung der Inseln mit Milch und Butter gefährde. Angesichts der immensen Emotionen, die diese Nachricht in der Bevölkerung verursachte, musste die Inselverwaltung dementieren, dass die Lieferungen gefährdet gewesen seien. Aber am nächsten Tag verlas Laurelli im Radio ein Telegramm von Administrator Marchand an den Minister in Paris, in dem er die Reparatur des Kühlhauses meldete. Dieses Verlesen verstieß gegen das Gesetz vom 15. Juni 1938, das Kommunikation per Funk unter Schutz stellte. Noguères folgerte daraus, dass Laurellis Wahl ungültig sei. Auf Antrag der U.D.S.R. wurde die Wahl von der Nationalversammlung mit 227 gegen 175 Stimmen annulliert. Allerdings sprach sich die Nationalversammlung gegen die Überweisung an das Justizministerium aus. Bei der Neuwahl am 28. September 1947 siegte Laurelli mit einem Vorsprung von 22 von 2276 abgegebenen Stimmen. 
Debidour zog sich daraufhin aus dem politischen Leben zurück.